# Alfred La Liberté

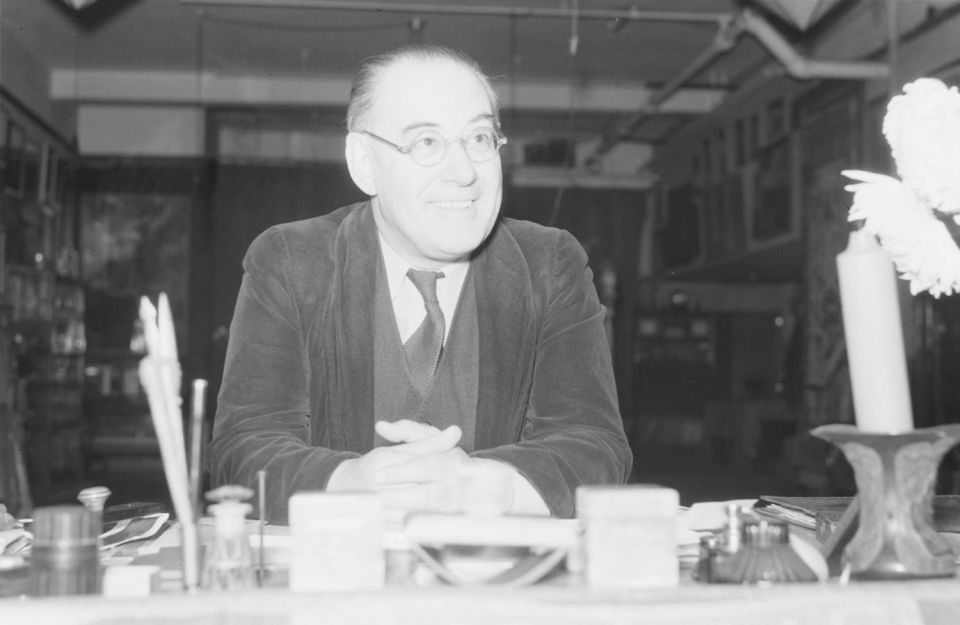
Alfred La Liberté, 1941

Joseph-François Alfred La Liberté (* 10. Februar 1882 in Saint-Jean-sur-Richelieu, Québec; † 7. Mai 1952 in Montreal) war ein kanadischer Komponist, Pianist und Musikpädagoge.

## Leben
La Liberté war Klavierschüler von Dominique Ducharme und Émiliano Renaud. 1902 erschien seine erste Komposition, das patriotische Lied Le Canada nach einem Text von Octave Crémazie. Im gleichen Jahr ging er nach Berlin, wo er am Stern’schen Konservatorium Klavier bei Paul Lutzenko, Harmonielehre bei Ernst Baeker und Komposition bei Wilhelm Klatte studierte. Er trat am herzoglichen Hof in Coburg und in Berlin von Kaiser Wilhelm II. auf.
Nach seiner Rückkehr nach Kanada unterrichtete er am Conservatoire national in Montreal und am Ottawa Conservatory. 1907 traf er Alexander Skrjabin in New York, der ihn nach Europa einlud. Er hielt sich einige Zeit in Berlin auf, wo er mit Teresa Carreño arbeitete und war dann Schüler von Skrjabin in Brüssel. Daneben gab er Konzerte in London und Deutschland.
Nach seiner Rückkehr nach Kanada widmete er sich der Förderung des Werkes Skrjabins in Kanada. Dieser vertraute ihm später die Originalmanuskripte des Poem of Ecstasy und der Sonata No. 5 an. Von 1926 bis 1935 unterrichtete er an der École Vincent d’Indy. Zu seinen Schülern zählten Hélène Baillargeon, Morris Davis, Gérald Desmarais, Hector Gratton, Djane Lavoie-Herz, Antonio Létourneau, Marie-Thérèse Paquin, Wilfrid Pelletier und Bernard Pinsonneault.
Viele Werke La Libertés sind unvollendet geblieben. Seine Oper Soeur Béatrice liegt nur im Klavierauszug vor und wurde lediglich in Auszügen konzertant von dem Tenor Rodolphe Plamondon aufgeführt. Unvollendet ist auch seine Passacaille et choeur final für Klavier, Orgel, Orchester und Chor geblieben. Ein Liedzyklus nach Gedichten aus La Chanson d’Ève von Charles Van Lerberghe wurde hingegen vollendet und vielfach aufgeführt. Außerdem komponierte er Klavier- und Violinwerke, Streichquartette und Volksliedbearbeitungen, von denen einige in der SammlungRecueil de chants populaires du Canada (Paris 1925) erschienen.